# Burgruine Kallenberg
Die Burgruine Kallenberg ist eine hochmittelalterliche Ruine im Naturpark Obere Donau zwischen Fridingen und Beuron auf dem Gemeindegebiet von Buchheim im Landkreis Tuttlingen in Baden-Württemberg (Deutschland). Sie ist neben Falkenstein die bedeutendste Ruine im Donautal.

## Geographische Lage
Die frei zugängliche Ruine liegt auf rund 776 m ü. NN als Gipfelburg auf einer steilen Kuppe über der Donau (613 m ü. NN). Unterhalb des Bergfrieds befindet sich die Kallenberghöhle mit Höhlenburg. Von der Ruine bietet sich eine gute Aussicht über das Donaudurchbruchstal auf Schloss Bronnen.
Durch die Lage an der Donau ist die Ruine erreichbar über den Donauradweg und den europäischen EuroVelo-Radweg EV 6.

## Geschichte
Die Burg wurde vermutlich um 1200 errichtet und 1225 erstmals nach dem Adelsgeschlecht von Kallenberg benannt. Die Kallenberg wurde 1334 als Besitz der Grafen von Hohenberg erwähnt. 1381 wurde die Burg an das Haus Habsburg verkauft. In der Folgezeit kam es zu zahlreichen Pfandbesitzern: unter anderen von Kallenberg, die Truchsessen von Waldburg (1401–1695), die von Ulm-Erbach (seit 1702 Pfand- und Mannlehenbesitz). Seit etwa 1800 kam es zum langsamen Zerfall der Burg. Am 4. März 1905 brannte der zur Burg gehörende Bauernhof ab und wurde nicht wieder aufgebaut. 1907 gelangte die Ruine in den Besitz des Freiherrn von Ow-Wachendorf. Am 16. November 1911 stürzte der östliche Turmgiebel bei einem Erdbeben in der Albstadt-Scherzone ein. Seit 1974 befindet sich die Ruine im Eigentum des Landkreises Tuttlingen.
Zur ehemaligen Herrschaft Kallenberg gehörten neben der Burg auch die Orte Gründelbuch, Nusplingen, Obernheim, Dormettingen, Bronnhaupten und Erlaheim.

## Baubeschreibung
Der gut erhaltene Bergfried aus (in der unteren Hälfte) sorgfältig behauenen Buckelquadern hat einen quadratischen Grundriss mit etwa acht Metern Seitenlänge und eine Höhe von 20 Metern. Er hat einen Hocheingang mit dreigeteiltem Schultersturz. Unter dem ausgetretenen Sockelquader, der Türschwelle, befinden sich Balkenlöcher für die Aufhängung der einstigen Eingangsplattform.

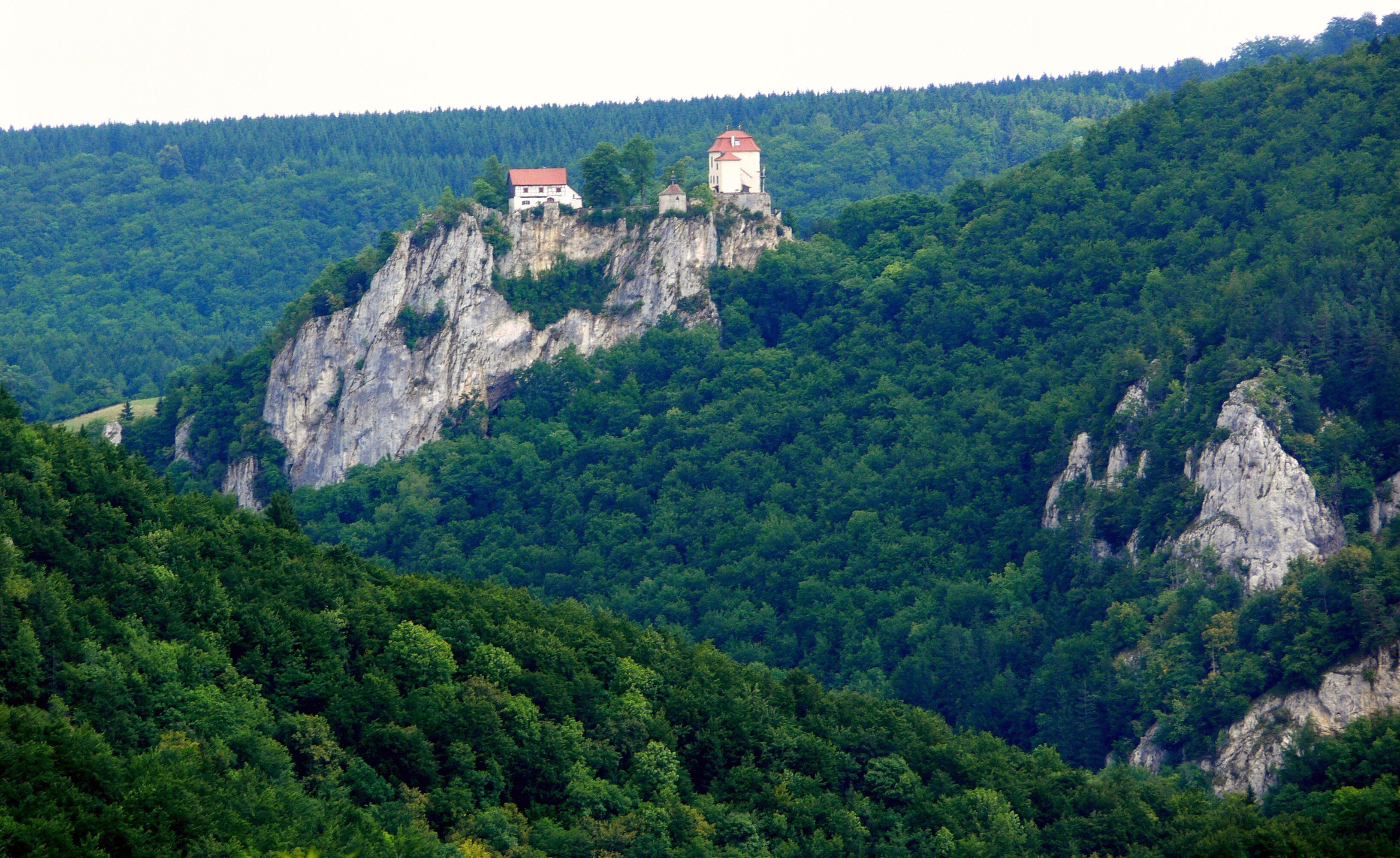
Blick von Kallenberg auf Schloss Bronnen

## Kallenberg-Höhle
Rund 100 Meter östlich der Burganlage befindet sich eine zum Ensemble gehörende Höhlenburg mit Mauerresten des Eingangsportals vor dem Höhleneingang. Burg und Höhle wurden zeitgleich genutzt und sind als Einheit zu betrachten. Während die Fundlage der Burg eine Entstehungszeit um das Jahr 1200 vermuten lässt, sind in der Höhle Funde aus der Keltenzeit gemacht worden.

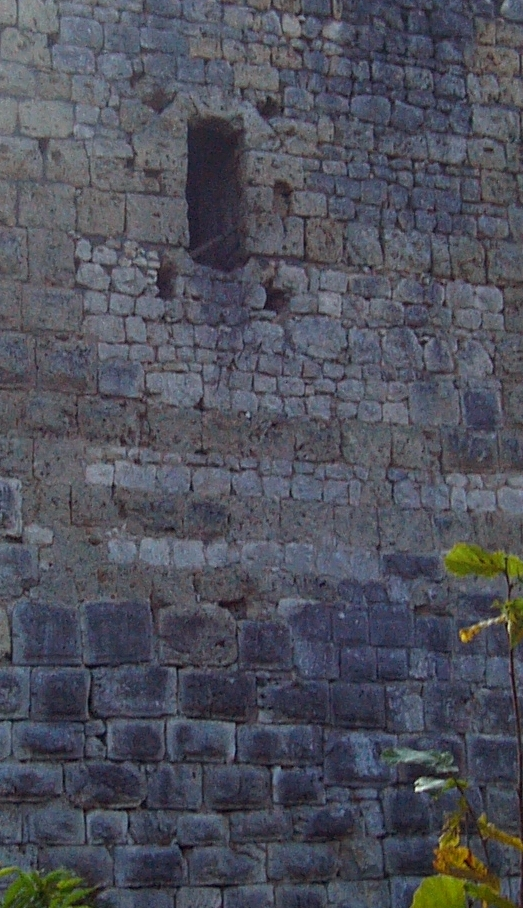
Hocheingang des Bergfrieds mit deutlich zu erkennenden Befestigungsstellen